# Josh Lueke
Joshua William Lueke (né le 5 décembre 1984 à Highland Heights, Kentucky, États-Unis) est un lanceur de relève droitier de la Ligue majeure de baseball. Il est présentement agent libre.

## Biographie

### Carrière scolaire et universitaire
Après des études secondaires à la Scott High School de Covington (Kentucky), Josh Lueke suit des études supérieures au St. Catharine College puis à la Northern Kentucky University (2007). À Northern Kentucky, il prend part à quatorze matchs, dont dix comme lanceur partant, pour trois victoires, six défaites et une moyenne de points mérités de 4,20.

### Ligues mineures
Il est drafté en juin 2007 par les Rangers du Texas au seizième tour de sélection. 
Lueke passe trois saisons en Ligues mineures au sein de l'organisation des Rangers sous les couleurs des Spokane Indians (A-, 2007), les Clinton LimberKings (A, 2007-2008), les Bakersfield Blaze (A+, 2008-2009) et les Frisco RoughRiders (AA, 2010).

### Emprisonnement
En 2009, il passe quarante jours en prison pour avoir menti lors d'une enquête à la suite d'accusations de viol. Lueke niait en bloc les faits, mais son ADN l'implique. Il bénéficie d'une libération conditionnelle avec une période de probation s'achevant au début de l'année 2011.

### Mariners de Seattle
Encore joueur de Ligues mineures, il est transféré chez les Mariners de Seattle le 9 juillet 2010 à l'occasion d'un échange impliquant plusieurs joueurs dont Cliff Lee. Il est affecté chez West Tenn Diamond Jaxx (AA) puis chez les Tacoma Rainiers (AAA) en deuxième partie de saison 2010.
Lueke fait ses débuts en Ligue majeure le 3 avril 2011 avec les Mariners. Le releveur est crédité d'une première décision gagnante dans les majeures le 11 avril dans une victoire de Seattle sur Toronto.

### Rays de Tampa Bay
Le 27 novembre 2011, Lueke est échangé aux Rays de Tampa Bay en retour du receveur John Jaso. Il joue surtout en ligues mineures au cours des années suivantes et fait 72 présences en relève pour les Rays de 2012 à 2014. Sa moyenne de points mérités se chiffre à 6,22 en 55 manches lancées pour Tampa Bay.